# La Fille de nulle part
La Fille de nulle part is een Franse dramafilm uit 2012 onder regie van Jean-Claude Brisseau. Hij won met deze film de Gouden Luipaard op het filmfestival van Locarno.

## Verhaal
Een wiskundeleraar op rust maakt kennis met een jonge dakloze vrouw. Haar aanwezigheid geeft hem weer zin in het leven. Dan gaan zich echter vreemde zaken afspelen in zijn appartement.

## Rolverdeling
- Virginie Legeay: Dora
- Claude Morel: Denis
- Lise Bellynck: Lise Villers
- Sébastien Bailly: De gek
- Anne Berry: De dood
- Emmanuel Noblet: Zijn uitvoerder
- Jean-Claude Brisseau: Michel Deviliers